# Drivankare

Drivankare.

Drivankare är en anordning för att hindra fartyg och båtar att driva alltför snabbt vid biliggning (driva kontrollerat med minimal fart i hårt väder) i hård vind eller för att hålla upp stäven eller aktern mot vinden. Vid sportfiske används det även genom att fästa den i fören eller aktern för att undvika att driva för fort och inte kunna fiska effektivt, eller under körning med båtmotorn under trolling med beten efter båten för att kunna hålla en bra och jämn fart. Drivankaret består oftast av en öppen strut i kraftigt tyg som firas ut i en lång lina från lämplig plats ombord.